# Javier Gómara
Ignacio Javier Gómara Granada (Etxarri Aranatz, 7 de gener de 1927 - Pamplona, 12 de febrer de 2022), va ser un advocat, empresari i polític espanyol. Cofundador i primer president de la Unió del Poble Navarrès (UPN). Fou President del Parlament de Navarra durant la II Legislatura, entre 1987 i 1991.